# Le Respect de la Création
 (août 2019).
Le Respect de la Création (éd. du Centurion) est un opuscule d'une cinquantaine de pages publié le 17 janvier 2000 par la commission sociale de la Conférence des évêques de France dans lequel ils appellent les chrétiens au civisme écologique et les rend responsables de la sauvegarde de la Création.

## Contenu
Ce texte marque une inflexion dans la réflexion chrétienne au sujet des problèmes liés à l'écologie. Désormais, Dieu donne mission à l'homme d'être le gestionnaire responsable de la Création et de la faire fructifier dans l'intérêt des générations à venir : « À l'aube du troisième millénaire, qu'avons-nous fait de notre planète ? Ne nous sommes-nous pas comportés comme des prédateurs au détriment des générations qui nous suivent ? »
Le texte énumère les problèmes contemporains : pénurie d'eau potable, déficit en bois de feu, déboisement des régions tropicales, déficit alimentaire, enfouissement des déchets nucléaires ou toxiques, relargage des gaz à effet de serre… imprévoyance et irresponsabilité dans la gestion scientifique (Tchernobyl, vache folle…). 
Désormais, les chrétiens sont invités à repenser fondamentalement leurs habitudes de vie et sont appelés au civisme écologique dans leur choix en matière de transport, de destination des vacances et des achats de biens d'équipement, comme dans la qualité de leur nourriture. Frugalité et modération sont préconisées : « Le productivisme ne doit plus être l'idéal du travail (...) Les loisirs, l'art, la prière, la contemplation offrent leur espace à l'activité humaine ».

## Suites
En 2002, la Commission de Sauvegarde et Gérance de la Création de Pax Christi-France est transformée en Antenne « Environnement et Modes de Vie » de la Conférence des Évêques de France, qui est placée sous la responsabilité de Mgr Marc Stenger, évêque de Troyes et président de Pax Christi-France.